# Vladislav Lëvin
Vladislav Olegovič Lëvin (in russo Владислав Олегович Лёвин?; Orël, 28 marzo 1995) è un calciatore russo, centrocampista dell'Arsenal Tula.

## Carriera
Ha giocato nella massima serie dei campionati russo e ceco.